# Gamma1 Octantis
Gamma1 Octantis (86 Octantis) é uma estrela na direção da constelação de Octans. Possui uma ascensão reta de 23h 52m 06.69s e uma declinação de −82° 01′ 07.6″. Sua magnitude aparente é igual a 5.10. Considerando sua distância de 267 anos-luz em relação à Terra, sua magnitude absoluta é igual a 0.53. Pertence à classe espectral G7III.